# Atractomorpha australis
Atractomorpha australis is een rechtvleugelig insect uit de familie Pyrgomorphidae. De wetenschappelijke naam van deze soort is voor het eerst geldig gepubliceerd in 1907 door Rehn.